# 7월

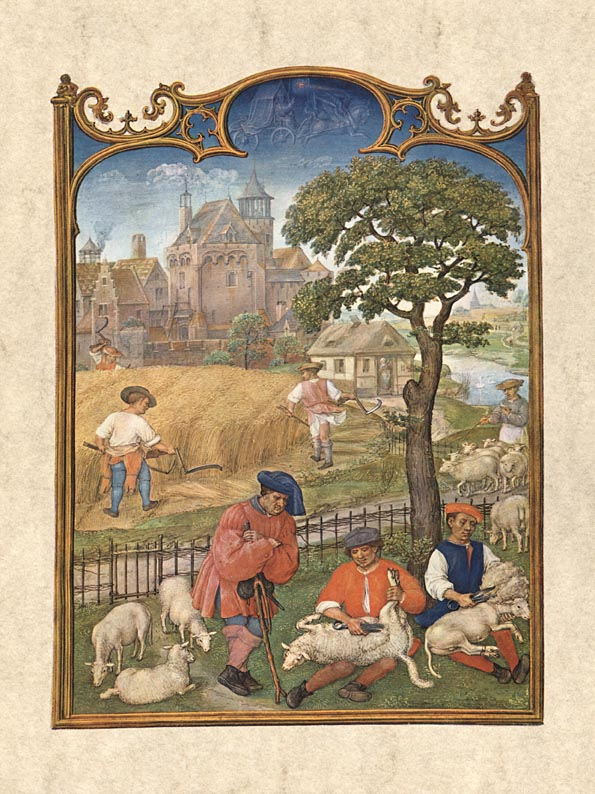

7월(七月, July)은 그레고리력에서 한 해의 일곱 번째 달이며, 31일까지 있다. 또한 한 해의 하반기가 시작되는 달이다. 7월과 그 해의 4월은 항상 같은 요일로 시작하며, 윤년인 경우 그 해의 1월과도 같은 요일로 시작하고 같은 요일로 끝난다.
400년 동안 이 달은 수요일, 금요일, 일요일에 58번, 월요일과 화요일에 57번, 목요일과 토요일에는 56번 시작한다.
단, 첫 주 평일은 1일, 2일, 3일이며, 마지막 주 평일은 29일, 30일, 31일이다.
7월의 기온은 북반구에서는 가장 높고, 남반구에서는 가장 낮아, 북반구의 1월 기온과 같다.
11월과 함께 한중일월 4국의 공휴일이 빈약한 달이기도 하다. 중국과 베트남은 건국 이래 7월에 공휴일이 없고, 대한민국에서는 7월에 공휴일이 2008년 제헌절이후로 아예 없다. 2007년 이전에도 1983년, 1988년, 1994년, 2005년과 같이 금요일로 시작하는 윤년이나 토요일로 시작하는 평년인 경우 사실상 7월에 공휴일이 없는 해가 있었다. 반면 북한은 7월 27일이 조국 해방전쟁 승리의 날로 공휴일이며 월요일, 화요일로 시작하는 윤년이거나 화요일, 수요일로 시작하는 평년에는 조국 해방전쟁 승리의 날이 주말에 겹쳐서 북한도 7월에는 사실상 공휴일이 없는 해가 된다. 일본의 경우는 7월에 공휴일이 반드시 있다. (바다의 날)
국내에서는 7월부터 휴가철이 시작된다.
음력 5월과 음력 6월이 이 달에 있으며 7월에는 음력 5월 15~16일, 6월 15~16일의 보름달을 관측할 수 있다. 이 달에 윤달이 끼는 경우는 대서 이전은 윤5월, 대서 이후는 윤6월이다.

## 유래
영어로 7월을 의미하는 July는 고대 로마의 정치인 율리우스 카이사르의 이름에서 유래하였다. 이전에는 5번째(fifth)를 의미하는 퀸틸리스 (Quintilis 또는 Qinctilis)로 불렸다.

## 문화
- 대한민국에서는 7월 하순부터 본격적인 여름휴가철이 시작된다.
- 대한민국 학교의 대부분은 여름방학을 7월 중순부터 시작한다. 대학교의 경우, 6월 하순부터 시작한다.

## 7월과 스포츠
- FIFA 월드컵의 결승전이 치러지는 달이다.[2]
- 스위스 스위스 슈퍼리그의 시즌이 시작되는 달이다.

## 대한민국의 국경일과 법정기념일
- 7월 둘째 수요일 - 정보보호의 날
- 7월 17일 - 제헌절 - 2007년 마지막 공휴일. 2008년부터 공휴일에서 제외됨. 현재 윤호중 의원이 제헌절을 다시 공휴일로 지정하는 법률안을 발의한 상태임.

## 세계 각국의 휴일
- 캐나다 - 캐나다의 날 (7월 1일) - 대체휴일제 적용.
- 홍콩 - 반환기념일 (7월 1일) - 대체휴일제 적용
- 소말리아 - 독립기념일 (7월 1일)
- 보츠와나 - 세레체 키타마의 날 (7월 1일), 대통령의 날 (7월 16일) - 대체휴일제 적용
- 가나 - 공화국의 날 (7월 1일) - 대체휴일제 적용
- 수리남 - 자유의 날 (7월 1일)
- 르완다 - 독립기념일 (7월 1일), 자유의 날 (7월 4일)
- 부룬디 - 독립기념일 (7월 1일)
- 벨라루스 - 독립기념일 (7월 3일)
- 미국 - 독립기념일 (7월 4일) - 독립기념일 전후로 대체휴일제를 적용해 기념일이 토요일과 겹치면 전날인 금요일, 일요일이면 다음날인 월요일을 공휴일로 한다.
- 푸에르토리코 - 미국 독립기념일 (7월 4일)
- 미국령 버진아일랜드 - 미국 독립기념일 (7월 4일)
- 아메리칸사모아 - 미국 독립기념일 (7월 4일)
- 통가 - 투포우 탄신일 (7월 4일)
- 알제리 - 독립기념일 (7월 5일)
- 베네수엘라 - 독립기념일 (7월 5일)
- 카보베르데 - 독립기념일 (7월 5일)
- 체코 - 얀 후스의 날 (7월 5일)
- 말라위 - 독립기념일 (7월 6일)
- 카자흐스탄 - 수도의 날 (7월 6일)
- 코모로 - 독립기념일 (7월 6일)
- 탄자니아 - 사바 사바 (7월 7일)
- 솔로몬 제도 - 독립기념일 (7월 7일)
- 남수단 - 독립기념일 (7월 9일)
- 아르헨티나 - 독립기념일 (7월 9일)
- 인도네시아 - 대통령 선거일 (5년에 1번, 7월 3일~9일 사이의 수요일)
- 바하마 - 독립기념일 (7월 10일)
- 몽골 - 나담 (7월 11일~7월 13일)
- 일본 - 바다의 날 (7월 셋째 주 월요일)
- 키리바시 - 독립기념일 (7월 12일)
- 프랑스 - 바스티유의 날 (7월 14일)
- 브루나이 - 하사날 볼키아 생일 (7월 15일)
- 레소토 - 국왕 탄신일 (7월 17일)
- 우루과이 - 제헌절 (7월 18일)
- 콜롬비아 - 독립기념일 (7월 20일)
- 괌 - 해방기념일 (7월 21일)[3]
- 벨기에 - 독립기념일 (7월 21일)
- 에스와티니 - 소부자 왕 탄신일 (7월 22일)
- 오만 - 혁명기념일 (7월 23일)
- 바누아투 - 어린이날 (7월 24일), 독립기념일 (7월 30일)
- 튀니지 - 공화국의 날 (7월 25일)
- 몰디브 - 독립기념일 (7월 26일)
- 라이베리아 - 독립기념일 (7월 26일)
- 조선민주주의인민공화국 - 조국해방전쟁 승리 기념일 (7월 27일)
- 태국 - 국왕 탄신일 (7월 28일), 삼보절, 카오판싸(입안거; 7월 중에 온다.)
- 페루 - 독립기념일 (7월 28일)
- 산마리노 - 파시스트 몰락의 날 (7월 28일)
- 모로코 - 왕좌의 잔치 (7월 30일)
- 잠비아 - 영웅의 날 (7월 첫째 주 월요일), 통일절 (7월 첫째 주 월요일 이후에 오는 첫 화요일)
- 케이맨 제도 - 제헌절 (7월 첫째 주 월요일)
- 가이아나 - CARICOM의 날 (7월 첫째 주 월요일)
- 라오스 - 우안거 (7월 중에 온다.), 독립기념일 (7월 19일)

## 절기
- 소서: 7월 7일 또는 7월 8일.
- 대서: 7월 22일 또는 7월 23일.